# دراغان يوفانوفيتش
دراغان يوفانوفيتش (4 أكتوبر 1961 في كرالييفو، يوغوسلافيا) مدرب مدرب كرة قدم صربي يتولى حاليا منصب مدرب نادي الدرجة الأولى البحرين البحريني من 2016.